# Sanderson Lam
Sanderson Lam (* 28. Januar 1994 in Leeds) ist ein englischer Snookerspieler chinesischer Abstammung. 2015 wurde er erstmals Profi. 2022 kehrte er nach drei Jahren als Amateur auf die World Snooker Tour zurück.

## Karriere
Sanderson Lam stammt aus Leeds. Er wuchs in einer Snooker-begeisterten Familie auf und maß sich in seiner Jugend auf Turnierebene auch immer wieder mit seinen älteren Brüdern Gene und Gordon. Er spielte in der englischen Jugendauswahl und gehörte zu den Besten seines Jahrgangs in England. Seinen größten Erfolg hatte er bei der englischen Juniorenmeisterschaft 2010, wo er sowohl das U-16- als auch das U-19-Finale erreichte.
In der darauffolgenden Saison nahm Lam auch an der Players Tour Championship teil, einer Turnierserie für Profis und Amateure. Bei den ersten drei Turnieren in England verlor er jeweils das Auftaktmatch, aber beim Paul Hunter Classic in Fürth gelang ihm mit zwei Siegen in der Amateurrunde die Qualifikation für das Hauptturnier, wo er dem Weltranglistenfünften Mark Williams unterlag. Auch im Jahr darauf nahm er an vier PTC-Turnieren teil und gewann ein Qualifikationsspiel. Im Anschluss an das Saisonende versuchte er sich über die Q School für einen Platz auf der Snooker Main Tour zu qualifizieren. Beim ersten Turnier erreichte er das Halbfinale seiner Gruppe und verlor gegen Elliot Slessor, der anschließend die Qualifikation perfekt machte. Bei den anderen beiden Turnieren erreichte er das Viertelfinale.
In der Main-Tour-Saison 2013/14 durfte er daraufhin mehrfach als Amateur an den Qualifikationsrunden für die Profiturniere teilnehmen. Er bekam so die Gelegenheit, gegen viele Profispieler anzutreten. Bei den World Open gelang ihm ein Sieg über Dave Harold. Es war sein erster Turniersieg über einen Profi und er erreichte damit seine erste Teilnahme an einem vollwertigen Profiturnier. Allerdings verlor er bei dem in China ausgetragenen Turnier in der Wildcard-Runde und verpasste die Finalrundenteilnahme. Außerdem nahm er in dieser Saison an allen acht Turnieren der Players Tour Championship teil und schaffte bei den Ruhr Open und den Antwerp Open den Einzug in die Hauptrunde. Die Q School verlief danach aber enttäuschend mit frühen Niederlagen in den beiden Qualifikationsturnieren.
Im Jahr darauf konnte er sich in den PTC-Turnieren weiter steigern und bei allen fünf Teilnahmen unter die letzten 128 kommen. Bei der parallel zu einigen PTC-Turnieren stattfindenden EBSA Qualifying Tour gelang ihm zudem die Qualifikation für die Play-offs. Dort konnte er sich unter den 16 Teilnehmern durchsetzen und einen der beiden Main-Tour-Plätze gewinnen. Damit erhielt er mit 21 Jahren Profistatus und Teilnahmeberechtigung an den Profiturnieren der folgenden beiden Spielzeiten.
In seinem ersten Turnier, der Qualifikation für die Australian Open, gelang ihm gleich sein erster Sieg. Danach war er aber fast nur noch bei PTC-Turnieren erfolgreich. Nur bei der International Championship 2015 gelang ihm die Qualifikation für das Hauptturnier und sogar ein Erstrundensieg in Daqing gegen Michael Wild mit 6:0, auch wenn er danach in der Runde der letzten 32 mit demselben Ergebnis ausschied. Zu Beginn seiner zweiten Saison stand er damit auf Platz 77 der Weltrangliste.